# Švenekite
La švenekite è un minerale.